# Harry Somers
Harry Stewart Somers (født 11. september 1925 i Ontario, Toronto, Canada – død 9. marts 1999) var en Canadisk komponist.
Han studerede under avantgarde komponisten John Weinzweig fra 1942. Efter 2. Verdenskrig, studerede han i Paris. Fra 1948 tilbage i Toronto , hvor han komponerede sit mest kendte værk, " North Country " (Nord Land) (1948).
Somers har komponeret I alle genrer, såsom 2 symfonier, orkesterværker etc.  og hører til Canadas ledende komponister. 

## Udvalgte værker
- "Nord Land" (1948) - for strygeorkester
- Symfoni nr. 1 (1950) - for orkester
- Symfoni nr. 2 (1961) - for træblæsere, messingblæsere og slagtøj
- "Fem Concepter" (1961) - for orkester
- "Tolv Miniature" (1963) - for orkester
- "Picasso suite" (1964) - for orkester
- "Fantasi" (1958) - for orkester
- "Stereophony" (1963) - for to strygeorkestre og fuldt Symfoniorkester
- "Passacaglia og Fuga" (1954) - for orkester
- "Fem sange om Newfoundlands yderpoler" (1969)